# Наше щоденне життя
«Наше щоденне життя» (босн. Naša svakodnevna priča) — боснійський драматичний фільм, написаний та знятий Інесом Тановичем. Він був висунутий Боснією на премію «Оскар»-2016 у номінації «найкращий фільм іноземною мовою».

## Сюжет
Молодий ветеран війни Саша намагається впоратися з невирішеною політичною ситуацією та економічними труднощами післявоєнної Боснії і Герцеговини, в той час як його батько Мухамед переймається через продаж компанії, в якій він працював. Хвилюючись через їх проблеми, Марія, дружина Мухамеда та мати Саші, захворює. Її хвороба знову єднає сім'ю. Коли проблеми починають вибудовуватись, Мухамед і Саша усвідомлюють, що насправді важлива тільки сім'я, яка є останньою оазою людини.

## У ролях
- Медіха Мусліовіч
- Горан Навойєч
- Емір Хаджіхафізбегович
- Майя Ізетбегович
- Горан Богдан
- Боро Степанович
- Еніс Беслагик

## Визнання
| Нагороди та номінації фільму «Наше щоденне життя» | Нагороди та номінації фільму «Наше щоденне життя» | Нагороди та номінації фільму «Наше щоденне життя» | Нагороди та номінації фільму «Наше щоденне життя» | Нагороди та номінації фільму «Наше щоденне життя» | Нагороди та номінації фільму «Наше щоденне життя» |
| Рік                                               | Кінопремія / Кінофестиваль                        | Категорія / Нагорода                              | Номінант                                          | Результат                                         |                                                   |
| ------------------------------------------------- | ------------------------------------------------- | ------------------------------------------------- | ------------------------------------------------- | ------------------------------------------------- | ------------------------------------------------- |
| 2015                                              | Каїрський міжнародний кінофестиваль               | «Золота піраміда» за найкращий фільм              | «Наше щоденне життя»                              | Номінація                                         |                                                   |
| 2015                                              | Монреальський міжнародний кінофестиваль           | «Золотий зеніт» за найкращий фільм                | «Наше щоденне життя»                              | Номінація                                         |                                                   |
| 2015                                              | Сараєвський міжнародний кінофестиваль             | «Серце Сараєва» за найкращий фільм                | «Наше щоденне життя»                              | Номінація                                         |                                                   |
| 2015                                              | Загребський кінофестиваль                         | «Золота коляска» за найкращий фільм               | «Наше щоденне життя»                              | Номінація                                         |                                                   |